# 테일즈 오브 심포니아
테일즈 오브 심포니아(일본어: テイルズ オブ シンフォニア, Tales of Symphonia)는 남코에서 제작한 롤플레잉 장르의 비디오 게임이다. 2003년에 일본에서 게임큐브용이 발매되었으며, 이후 플레이스테이션2로 이식되어 발매되었다. 북미지역과 유럽에는 2004년도에 게임큐브용이 발매되었다. 남코의 『테일즈 시리즈』의 다섯 번째 작품이며, 『테일즈 오브 판타지아』의 먼 과거를 배경으로 하고 있다. 캐릭터 원화는 만화가인 후지시마 코스케씨가 담당하였다.

## 캐릭터

### 파티 캐릭터
로이드 어빙(일본어: ロイド・アーヴィング, Lloyd Irving
실버란트 출신
17세, 신장 173cm, 체중 58kg, 엑스피어의 위치:왼손 손등
성우:코니시 카츠유키
본작의 주인공. 검사. 세계 재생을 위해 여행을 하는 소꿉친구 콜레트와 함께 그녀를 지키기 위해, 그리고 디자이언에게 살해당한 어머니의 원수를 갚기 위해 여행을 떠날 것을 결의한다. 엑스피어는 어머니 안나의 유품.
어릴 적, 빈사상태의 어머니와 함께 숲 속에 있을 때 드워프 다이크가 발견하지만, 어머니는 머지않아 돌아가시고 그의 양자가 된다. 그렇기 때문에, 인종이나 입장에 대한 편견이 없다. 학교에서는 드워프의 양자로 자란 내력에 대해 경의를 표하는 콜레트나 지니어스의 행동때문에, 튀는 존재이다. 싫증을 잘 내는 성격으로, 〈정의〉라는 말을 내세우는 것을 싫어한다. 쿨한 미남이고 싶어하지만 실제로는 속 깊은 열혈한으로, 기본적으로 사람을 끌어당기는 매력을 가지고 있다. 솔직하고 뒤끝없는 성격때문에 쉽게 사랑받고, 평소에는 동료들과도 잘 지내고 있지만, 타인의 입장에서 생각하는 것이 서투르고, 근본적인 현실을 이해하지 않는 채 이상이나 자신의 생각을 피력하기 때문에 주위 사람들에게 비난을 받기도 한다. 또, 모든 사람을 〈동료〉로 보기 때문에 여자의 마음에 둔하고, 조심성 없는 발언을 하기도 한다. 콜레트의 독특한 발언에 쉽게 말려들어, 그녀와 함께 이야기의 논점을 빗나가기도 한다.
'1개의 힘이 100이라면, 2개는 200'이라는 단순한 발상으로 자신만의의 쌍수 검술을 터득하였다.(이 사실을 크라토스에게 이야기 하였을 때 크라토스는 그를 동정하게 된다.) 다이크에게 단련된 덕분에 드워프 못지 않은 손재주를 가지고 있고, 드워프의 세공 기술도 몸에 익혔기 때문에, 다루기 어려운 〈요점의 문〉을 점검할 수 있다.
전투에서는 주인공답게, 쉽게 일반 공격을 할 수 있도록, HIT수가 많은 기술등을 배워 나가지만, 회복 기술은 배우지 않는다. 초심자라도 안심하고 사용할 수 있지만, TP가 낮다.
학교 성정은 굉장히 좋지 않다. 17세임에도 구구단을 외우지 못하고, 학력 테스트 최고점은 100점 만점중 25점 미만. 다만 공부하기 싫어할 뿐 머리 회전이 빠르고, 일부 지식에는 빠삭하다. 요리도 능숙하지만 고기를 추가하려고 하는 버릇이 있고, 토마토를 매우 싫어한다.
이름의 유래는 로이드 안경으로, 초기의 일러스트에서는 안경을 쓰고 있었다. 또, 캐릭터를 디자인 한 후지시마 코스케가 러프하게 그린 망토는, 3D로 재현하기 어렵기 때문에 구현되지 않았으며, 그 대신 목에 머리띠를 두르고 있다. 다른 캐릭터의 옷에도, 망토와 비슷한 디자인이 일부 적용되었다.
2007년 Wii로 발매된 《소울 칼리버 레전즈》에 게스트 캐릭터로 등장. 게임에 맞춰 테일즈 캐릭터로서는 드물게 디테일한 일러스트로 그려지기도 하였다.
제4회 〈테일즈 오브〉캐릭터 인기 투표에서는 이전에는 자기보다 상위에 있던 콜레트, 프레세아, 크라토스, 제로스 등을 누르고 4위를 획득.
《어비스》에서 그의 옷이 등장한다.
《테일즈 오브 버서스》에도 등장. 신성 왕국 헤이즐의 시글스로서 콜레트와 함께 유그드라실 배틀에 출장한다. 동작에서는 《테일즈 오브 판타지아》의 크레스의 제자이며, 알베인류 검술을 터득하고 있다.
콜레트 브루넬(일본어: コレット・ブルーネル, Collet Brunel
실버란트 출신
16세, 신장 158cm, 체중 44kg, 엑스피어(크루시스의 휘석)의 위치:흉부
성우:미즈키 나나
본작의 히로인으로, 실버란트의 무녀. 로이드의 소꿉친구. 마나의 혈족의 후예이며, 엑스피어의 진화형으로 여겨지는 보석 〈크루시스의 휘석〉을 쥐고 태어났기 때문에 신탁의 무녀로서 세계 재생의 사명을 짊어지게 된다. 무녀이기에 학교에서는 튀는 존재로, 처음으로 친구가 되어 준 로이드에게 소꿉친구 이상의 감정을 가지고 있다. 후에 천사로서 육체가 변화하기 시작하면서 분홍색의 빛나는 빛의 날개가 생겨 하늘을 날 수 있게 되지만, 초현실적인 힘을 얻은 대신 미각이나 통각 등 인간으로서의 감각을 서서히 잃어 간다(리필 왈 〈천사 질환〉). 천사화 되는 것을 고치고 나서도, 날개로 나는 비행 능력이나 뛰어난 청력 등 일부의 힘은 남았다.
평상시는 마음 상냥하고 차분한 성격으로, 로이드의 의견에 쉽게 질질 끌려간다. 상당한 도짓코로 잘 넘어지지만, 그 결과 공을 세우기도 한다. 시이나 왈 "신에게 사랑받는 어리버리". 세상의 들개에게 이름을 붙이고 다닐 정도로 동물을 좋아한다. 무녀로 자란 탓에 자기보다 남을 우선시 하며, 자기 희생심이나 책임감이 매우 강하다. 또, 무슨 일이든지 사과부터 하는 버릇이 있다. 스타일리쉬한 시이나를 같은 여성으로서 부러워하고 있다.
좋아하는 과일을 사용한 요리와 크림 스튜가 특기. 피망을 싫어한다. 리갈만큼은 아니지만 홍차파.
무기는 차크람(전륜)으로, 평상시는 등에 매고 있다. 통상 공격은 전반적으로 맞추기 어렵고, 기술도 간격이 크기 때문에, 적과의 간격이 중요하다. 그 밖에도 피코한이나 패럴라이볼을 숨겨 가지고 있다. 또, 이야기 초반에 맨 처음 천사화를 거치면 〈천사술〉이라 불리는 특유의 광계 상급 마술을 쓸 수 있게 된다.
해외판 이름은 "Colette Brunel". "Colette"는 스페인의 여자 이름으로, 일본판의 이름과 같이 콜레트라고 발음한다.
《테일즈 오브 버서스》에도 등장. 세계수의 무녀를 목표로 로이드의 파트너로서 유그드라실 배틀에 등장한다. 또한, 《테일즈 오브 판타지아》의 민트의 제자로 등장.
크라토스 아우리온(일본어: クラトス・アウリオン, Kratos Aurion
실버란트 출신
28세(외관 연령), 신장 186cm, 체중 78kg, 엑스피어의 위치:왼손 손등
성우:타치키 후미히코
세계 재생을 위해 여행을 떠나는 콜레트의 호위역으로 고용된 뛰어난 실력의 용병. 검과 마법 둘 다 사용할 수 있는 마검사로, 치유술도 잘 다룬다. 무표정에 말수가 적고 냉정·침착한 성격. 모험을 하면서 경험이 부족한 로이드에게 실전에 대한 마음가짐이나 전술등을 가르쳐준다. 대부분의 요리는 잘 하지만 토마토 요리는 서투르고, 로이드와 마찬가지로 토마토를 이용한 요리 숙련도는 최저 클래스. 리필만큼까지는 아니지만 커피파. 학력은 리필, 지니어스에 이어 파티내에서 3번째 (팔마코스터 학문소의 시험에서 400만점 중 380점).
정체는 4000년 전 4대 영웅 중 1명, 과거 크루시스의 천사였으며, 로이드의 친 부친이기도 하다. 날개 색상은 하늘색. 전에는 미토스 일행과 함께 하프 엘프에 대한 박해를 없애기 위해 전력을 다했지만, 배반한 인간들에게 마텔을 잃은 미토스가 변모한 사건을 계기로, 잘못되었다는 것을 알면서도 미토스의 크루시스에 대한 악행에 동조하며 쭉 간과해 왔다.
한 때 크루시스를 배반하고 하계에서 안나와 만나 로이드를 임신시키지만, 디자이언의 추격때문에 아내를 위험에 빠지게 하는 등, 모든 일에 무기력해져 다시 미토스의 곁으로 돌아가 버렸다. 하지만, 나중에 미토스의 명령으로 콜레트를 호위하기 위해 실버란트로 떠났을 때, 다이크의 집에서 안나의 무덤을 발견, 죽었다고 생각한 자신의 아들이 로이드라는 것을 알고, 그의 사상에 공명해 다시 미토스를 멈추기로 결심한다. 로이드와의 공통점은, 토마토를 싫어하고, 토막극에서 눈길을 피하는 표정이다.
중반에 한 번 파티에서 이탈하지만, 스토리 분기점에 따라, 종반에 다시 파티에 합류한다(재가입하지 않는 루트일 경우, 데미지를 입고 싸울 수 없게 되어, 제로스를 포함한 다른 8명에게 최종 결전을 맡긴다). 고대 대전 시대부터 그가 애용하는 불길의 마검 프란벨쥬는, 나중에 로이드를 키운 양아버지인 다이크의 보팔 소드와 함께 아들에게 맡긴다. 세계 통합 후 온 세상에 있는 엑스피어를 모으기 위해, 데리스·카란에서 끝없는 여행을 떠난다.
《테일즈 오브 팬덤 Vol.2》에서는, 4000년 전에 테세아라의 귀족으로 기사단 소속의 기사였던 것이 판명되었다. 미토스가 아직 용사로 불리지 않을 때, 미토스와 마텔의 주장을 믿고 테세아라를 위해서 노력했지만, 오히려 국왕에 의해 기사자격을 박탈당해 테세아라에게 쫓기고 있다. 그 때부터 다른 사람에게 무관심한 태도로 대하게 되어, 전장에서 몇 번이나 검을 맞댄 유안도 기억하지 못했다.
보물은 가족 3사람의 그림이 든 로켓 팬던트. 그가 종반에 다시 동료로 합류하는 루트에서는, 로이드에 준 그것이 아들의 몸을 지켰다.
초회 한정판 콜렉터즈·에디션 제1권의 특전 DVD에서, 제1화 본편에서의 대사가 "미안하다. 늦었군"의 단 두 마디인 것을 매우 신경쓰고 있다.
시리즈에서 높은 인기를 얻어 제2회 인기 투표에서는 1위에 랭크되었다.
《테일즈 오브 베스페리아》에서 일정 조건을 채우면 비밀 던전·투기장에 〈천상에 반역한 전사〉로 등장한다.
《테일즈 오브 버서스》에도 등장. 《테일즈 오브 판타지아》의 크레스에게 고용된 용병으로 함께 등장한다.
《케로로RPG기사와 무사와 전설의 해적》에서는 쿠루루의 무기〈A(엔젤) 하이로〉의 설명문에 〈세계를 구하는 무녀〉라고 적혀있다.
지니어스 세이지(일본어: ジーニアス・セイジ, Genius Sage
테세아라 출신
12세, 신장 141cm, 체중 29kg , 엑스피어의 위치：오른손 손등
성우:오리카사 아이
이세리아에 사는 하프 엘프 소년. 로이드, 콜레트와는 친구. 마을의 아이 중에서 제일의 두뇌 소유자로, 명문 학교에서 데려갈만큼 공부가 취미이다. 파티에서는 리필 다음으로 학력이 뛰어나 물리학의 물리충격 수치를 암산으로 할 수 있다. 한편, 인간 목장에 잡혀있는 노파에게 빵을 주는 등 상냥한 면도 있으며, 정신적으로나 사회적인 사고방식은 그 나이대의 사고방식이다. 세탁, 청소, 요리와 가사는 뭐든지 해내며, 요리 실력은 파티 캐릭터 중 가장 뛰어나다. 좋아하는 음식은 우유로, 좋아하는 요리는 그라탱. 당근을 싫어하고, 추가로 식재료도 사용하지 않는다. 또한, 운동은 서투르고, 뛰어다니면 잘 넘어진다. 동료와는 허물없이 이야기하는 편이지만, 어릴 적부터 계속 박해를 받아왔기 때문에 타인의 시선에 민감하고, 신중하게 거리를 두는 면도 있다.
태생은 테세아라의 헤임달로, 어머니 버지니아가 하프 엘프의 박해를 받지 않게 하려고 실버란트에 보냈다. 하지만, 실버란트에서도 박해를 받았기 때문에, 평상시는 엘프로서 살고 있다. 또한 엘프의 표쪽한 귀와 달리 둥글기 때문에 이를 숨기기 위해 머리를 늘어뜨려 가리고 있다. 지니어스에게 첫 동족이자 동년배 친구인 이토스와는 부모가 아닌 누나가 기른 환경도 닮았기 때문에 두사람의 유대관계는 강하지만 이는 미스트가 정체를 정체를 밝힘과 동시에 그에게 붕괴되고 만다.
테세아라에서 만난 프레세아에게 첫 눈에 반해, 12세라는 나이만큼 서투르고 적극적으로 대시하지만, 프레세아가 감정을 되찾기 전이나 후에도 보답받지는 못한다.
공격계 마술이 특기인 마술사로, 다양한 속성의 공격 마술을 습득한다. 리듬에 맞춰 주문을 외치기 위해 무기로 켄다마를 사용하며, 프레일이나 모닝 스타를 다루듯이 직접 공격하기도 한다. 엑스피어는, 공경하던 노파 마블의 기념품.
이름은, 영어로 〈천재〉를 의미하는 Genius에서 유래한다. 또 성의 sage는 〈현자〉를 의미한다.
해외판 이름은 "Genis Sage".
리필 세이지(일본어: リフィル・セイジ, Refill Sage
테세아라 출신
23세, 신장 166cm, 체중 49kg, 엑스피어의 위치：왼쪽 허벅지의 안쪽
성우:토마 유미
이세리아의 학교의 유일한 교사로, 지니어스의 누나. 주위에서는 〈리필 선생님〉이라고 부른다. 총명한 미인으로, 이세리아에는 팬클럽도 존재한다. 냉정하고 어른스러운 분위기지만, 고고학이나 마과학에 뛰어나 유적이나 앤티크를 보면 흥분하고 인격이 바뀌는(로이드 왈 〈유적 모드〉) 유적 매니아이기도 하다. 자신의 수업을 무시하거나, 규칙을 지키지 않는 학생에게는 가차없이 분필이나 칠판 지우개를 던지거나 엉덩이를 때리는 등 벌칙을 준다. 가사일에 서투르고 특히 요리는 멤버 중에서 가장 형편없으며, 획기적이란 이유만으로 매운 케이크를 만들기도 한다. 레몬을 좋아해, 대부분의 요리에 추가 식재로 사용한다. 덧붙여서 커피파.
헤임달 태생. 어릴 적부터 매우 우수하여 왕립 연구원에서 그녀를 원했지만 거절한 탓에 부모님과 남동생 지니어스와 함께 쫓기는 생활을 보내고 있었다. 추격자를 피하기 위해 어머니가 남동생과 함께 실버랜트로 보내지만, 거기에서도 박해를 받아 어린 남동생을 키우면서 방랑한다. 18세 때, 간신히 이세리아에 정착하지만, 엘프인 척 속이며 살아야 했다. 그 성장과정때문인지, 파티내에서는 가장 신중하고 타인을 의심하는 성격이며, 자신들을 이세계에 쫓아 버린 모친을 오랜 세월 원망하고 있었다. 또, 도망 생활 중에 한겨울의 바다에 빠져 익사할뻔한 경험이 있어, 물을 두려워한다.(온천은 OK). 동료나, 남동생에게 마저 약점을 숨기려고 하지만, 물을 앞에 두면 눈에 훤히 보이게 무서워한다. 하프 엘프인 것이 들키지 않도록, 남동생처럼 머리카락으로 숨기고 있다. 시이나와는 서로 악담을 하지만 친하다. 그녀만큼은 아니지만 여성다운 체형의 소유자.
미토스와의 결전 후에는, 지니어스 함께 하프 엘프에 대한 박해를 없애기 위한 여행을 떠난다.
공격에 특화된 남동생과는 대조적으로, 다양한 회복·공격 보조계의 치유술을 사용한다. 또한 광속성이 특기인 승려 타입. 무기는 지팡이를 사용한다. 엑스피어는 레네게이드의 보타가 소지하고 있던 것.
만화판에서는, 마그니스전에서 리필과 지니어스가 하프 엘프인 것이 발각된다.
해외판 이름은"Raine Sage".
후지바야시 시이나(일본어: 藤林しいな, Shihna Fujibayashi
테세아라 출신
19세, 신장 164cm, 체중 48kg, 엑스피어의 위치：왼쪽 가슴 아래(소설판에서는 두 팔)
성우:오카무라 아케미
테세아라의 숨겨진 마을 미즈호 출신의 여자 닌자. 테세아라 왕의 의뢰를 받고, 실버란트를 구하려고 하는 무녀 콜레트의 목숨을 노리는 암살자로 등장한다. 하지만, 정에 약해 임무를 완수하지 못하고, 콜레트의 상냥함에 동요한다. 인공 정령 코린을 언제나 데리고 다닌다(드라마 CD에 두 사람의 만남이 그려져 있다). 제로스와는 이전부터 안면이 있으며, 서로 반말하는 관계. 하지만 예전에 제로스의 연인으로 착각한 여동생 세레스를 대하는 것은 왠지 불편하다(제로스가 시이나를 연인이라고 말했기 때문). 엘프의 피가 조금 섞였기 때문에, 이제는 사용되지 않는 소환술을 사용할 수 있다.(정령등 자연계의 마나를 사용하기 위해서는 엘프의 피가 필요하기 때문에 코린과 계약을 성사시킨 것을 계기로, 시이나가 엘프의 피를 이어받았다는 것이 확정되었다.)
여성 캐릭터 중에서 가장 글래머러스한 체형으로, 가슴이 크다. 그 설정때문인지, 특히 칭호로 변화하는 그녀의 의상은 스타일리쉬함을 강조하는 노출도가 높은 것이 많다. 시이나 자신은 그 체형을 신경써 주변 사람들의 지적이나 주목받는 것을 부끄러워 한다. 또한, 연애에에는 둔감하고, 순수한 소녀만이 의사소통이 가능한 유니콘과 대면했을 때에는, 놀라는 멤버에 대해 분노한다. 그러나 은밀하게 로이드에게 마음을 품고 있으며, 그와 이야기하면 부끄러움에 횡설수설하게 되어 마음을 전하지 못한다.
요리 실력은 여자 캐릭터 중에서 가장 뛰어나다(로이드와 같은 레벨). 다만 공부는 못하며, 파티에서는 밑에서 2번째.
소환한 정령과 계약을 맺을 수 있는 능력을 가지고 있지만, 과거에 번개의 정령 볼트와 계약하지 못하고 실패해, 미즈호 마을의 4분의 1의 인간을 죽이는 거대한 피해를 낸 적이 있어 그것이 트라우마가 되었다. 그 사건 이후, 마을에서 고립되었으며, 가족을 잃은 사람들의 원한을 느끼며 자라 자책하는 마음이 강하다.
부적으로 공격하거나 힘을 흡수하는 부적술사. 리치가 짧아 위력도 낮지만, 인접하면 재빠르게 제휴가 가능하다. 또한, 계약에 성공한 정령을 소환 할 수 있는 소환사이기도 하다. 특기 이펙트는 부적을 붙이는 행동에만 나타나는 것이 많다.
서브 이벤트에서, 가오라키아의 숲에 버려진 아이였던 것이 밝혀진다. 갓난아이였던 시이나를 주워, 손녀처럼 키운 것이, 그녀가 〈할아버지〉라며 따르던 이가구리이다. 진짜 태생은 작중에서 밝혀지지 않았다.
덧붙여서, 〈후지바야시 시이나〉는 별명으로 본명은 불명.
해외판에서는 이름의 표기가 "Sheena Fujibayashi"로 변경되었다.
제로스 와일더(일본어: ゼロス・ワイルダー, Zelos Wilder
테세아라 출신
22세, 신장 179cm, 체중 68kg, 엑스피어의 위치：흉부
성우:오노사카 마사야
테세아라의 신자. 붉은 머리의 미청년으로, 왕족 다음으로 권력을 가진 공작이지만, 평상시에는 일정한 직업을 가지지 않고 건들건들거리고 있다. 크라토스와 같은 타입의 마법 검사. 장검·단검을 가리지 않고 다양한 검술에 뛰어나 춤추듯이 경쾌하게 싸운다. 또한, 아이오니트스를 복용하고 있기 때문에, 하프 엘프처럼 체내에서 마나를 생산해 공격 마법이나 회복술을 사용할 수도 있다. 시이나와는 이야기 초반부터 아는 사이로 등장하며, 후일담으로 발매된 드라마 CD에서 시이나와 교제중인 것으로 그려진다. 본인들에 의하면 질긴 인연. 하지만 코린을 잃은 시이나를 신경써주며 자신의 목숨을 희생하려는 그녀를 진지하게 말리는 등 특별하게 대하는 모습을 볼 수 있다.
리갈의 정체를 간파하는 등 통찰력이 뛰어난 한편, 잘 빈정거리는 사람이기도 하다. 여자를 밝히고, 자주 여자에게 대시하지만, 대부분 가볍게 취급당한다.(하지만 메르토키오에서는 인기) 이따금 농담으로 로이드를 〈허니〉라고 부르거나, 일부러 주위의 비판을 사는 발언을 하는 등, 일부 동료에게 〈바보 신자〉취급을 받지만, 이런 경박한 모습은 겉모습일 뿐, 모든 사람에게 신자로서만 비춰지는 자신의 출생에 소외감을 안고 있다.
부친과 모친은, 마나의 혈족을 관리하는 크루시스에게 결혼을 강요받아 각자 사랑하는 사람과 헤어졌다. 아버지는 제로스가 어린 시절에 자살. 친 어머니 미레이느는 신자의 지위경쟁때문에 아버지의 연인(여동생의 어머니)가 보낸 자객에 의해 제로스 대신 살해당한다. 그녀는 죽기 직전, "너 같은 건 낳지 않았으면..." 이라고 말해 제로스는 어머니에게 자신의 존재를 부정받은 과거를 가지고 있다. 그 사건의 뒷처리에서, 여동생의 어머니는 처형되고 유일하게 남은 육친인 여동생 세레스는, 외딴 섬의 수도원에 감금당한다. 제로스는 여동생에게 무정하게 대하지만, 내심으로는 소중히여겨, 몸에 지니는 것을 싫어하는 크루시스의 휘석(신자의 증거)를 그녀에게 맡긴다. 사건이 눈오는 날에 일어났기 때문에, 눈에 대한 트라우마가 있으며, 겨울에는 남쪽의 알타미라에서 보내고 있다. 하프 엘프가 어머니를 죽였기 때문에 속으로는 하프 엘프를 싫어하지만, 로이드 일행과 여행하면서 그 감정도 누그러져, 마지막에는 국왕에게 하프엘프를 차별하는 법률을 철폐해달라고 진언한다.
왕립 연구원 부속 학문소를 수석으로 졸업하였으며, 지니어스의 실수를 지적하는 등, 리필도 인정할 만큼 높은 학력을 자랑하며 로이드 일행을 가르치기도 한다. 특기 과목은 수학, 서투른 과목은 화학.
신자라는 지위에서 해방되는 것을 조건으로, 크루시스의 스파이로서 로이드 일행에 합류, 게다가 레네게이드와의 사이에서도 은밀히 활약하고 있었다.
종반에는 로이드 일행을 배신하고 파티에서 이탈하지만, 이야기의 분기점에 따라 다시 파티에 들어간다. 이 분기점에 따라 최종적으로는 제로스나 크라토스 둘 중 한 사람만이 동료가 된다. 제로스가 재가입하지 않는 루트를 탔을 경우, 그는 비극적인 최후를 맞이하며 엔딩에도 등장하지 않는다. 처음에는 로이드를 업신여기고 있었지만, 여행을 통해 한결같이 믿음직스러운 모습을 보고 조금씩 다시 보게 되며, 배신한 뒤에도 변함없이 믿어준 그에게 마지막에는 상당한 신뢰를 보낸다.
천사화 때의 날개색은 금빛. 스토리 상에서는 특정 루트에서만 천사화하지만, 비오의(샤이닝 바인드)를 사용하였을 경우, 〈천사화〉로 표기되어 날개가 나타난다. (또 다른 디바인 저지먼트에서는 《승화》로 표기된다.)
전혀 요리를 할 필요가 없는 환경에서 자란 그이지만, 어떤 요리라도 무난히 소화해낸다. 하지만 숙련도는 남자 중에서는 최하위. 후르츠 펀치나 케이크에는 좋아하는 멜론을 넣으려고 하는 경향이 있다. 싫어하는 음식은 문어.
고유의 EX스킬에 따라 마을 여자에게 말을 걸면 행운 수치에 따라 아이템을 받을 수 있다. 작중이나 《팬덤 2》에서는 크라토스에게 차갑게 대하거나 빈정거림이나 폭언이 많다. 이는 그의 모친사건을 통해 "부모는 자식을 지키는 것"이라는 지론에 따라 자식을 내버린 것을 용서하지 못하기 때문. 이야기 후를 무대로 하는 드라마 CD 《A Long time ago》에서는 신자로서의 위치에서 테세아라의 정치에 간섭하여, 실버랜드 부흥에 힘을 쏟는다. 하지만 그것을 좋게 보지 않는 귀족들에게 목숨을 위협받는다. 또한 시이나와의 여행을 그린 드라마 CD 《로데오라이드 투어》에서는 〈세계를 위협하는 존재〉로 테러리스트에게 목숨을 위협받아 각지를 방랑한다.
비바☆테일즈 오브에서는, 《테일즈 오브 디 어비스》의 제이드와 함께 사회를 맡아 《테일즈 오브 시리즈》의 후지시마 코스케 디자인의 캐릭터가 총출동연 하는 《팬덤2》의 CM에서도 둘이서 출연하고 있다.
프레세아 콤바틸(일본어: プレセア・コンバティール, Presea Combatir
테세아라 출신
12세(정신 연령.실연령은 28세)·신장 138cm·체중 24kg
성우:쿠와시마 호코
리갈 브라이언(일본어: リーガル・ブライアン, Regal Bryan
테세아라 출신
33세·신장 189cm·체중 85kg
성우:오오츠카 아키오

### 크루시스
- 미토스(성우:타카야마 미나미)
- 유그드라실(성우:타나카 히데유키)
- 마텔(성우:와타나베 미사)
- 레미엘(성우:사카구치 테츠오)

### 레네 게이트
- 유안(성우:모리카와 토시유키)

### 디자이언
- 쿠발(성우:우시야마 시게루)
- 마그니스(성우:카와다 신지)
- 포시테스(성우:요시미즈 타카히로)
- 로딜(성우:아오노 타케시)
- 프로네마(성우:마키시마 유키)

### 정령
- 운디네(성우:스미토모 유코)
- 세피(성우:시오야마 유카)
- 유티스(성우:마츠오카 미카)
- 피아레스(성우:미즈시로 레나)
- 이프리트(성우:이나다 테츠)
- 볼트(성우:타케모토 에이지)
- 놈(성우:사카구치 다이스케)
- 셀시우스(성우:미즈시로 레나)
- 섀도우(성우:쿠로다 타카야)
- 루나(성우:시오야마 유카)
- 오리진(성우:쿠로다 오사무)(*성우가 아닌 연극배우)
- 맥스웰(성우:하라마키 코우지)

### 그 외의 정령
- 코린(성우:타테노 카나코)

### 서브 캐릭터
- 타바사(성우:마치이 미키)
- 노이슈(성우:토마 유미)

## 다른 게임에서의 등장
- 소울 칼리버 레전즈에서 로이드 어빙이 플레이어 측의 캐스트 캐릭터로 등장한다.

## 평가
| 통합 점수        | 통합 점수 |
| 통합사           | 점수      |
| ---------------- | --------- |
| 메타크리틱       | 86/100    |
| 평론 점수        |           |
| 평론사           | 점수      |
| 1UP.com          | B+        |
| EGM              | 8.17/10   |
| 유로게이머       | 9/10      |
| 패미츠           | 34/40     |
| 게임 인포머      | 8.75/10   |
| 게임스팟         | 8.8/10    |
| 게임스파이       | [ 8 ]     |
| IGN              | 8.5/10    |
| 닌텐도 파워      | 9.5/10    |
| 엑스플레이       | [ 11 ]    |
| Dengeki Gamecube | 38/40     |

| 수상              | 수상                 |
| 평론사            | 수상                 |
| ----------------- | -------------------- |
| Japan Game Awards | Award for Excellence |